# Iphinoe robusta
Iphinoe robusta är en kräftdjursart som beskrevs av Hansen 1895. Iphinoe robusta ingår i släktet Iphinoe och familjen Bodotriidae. Inga underarter finns listade i Catalogue of Life.